# La ciociara (romanzo)
La ciociara è un romanzo di Alberto Moravia del 1957. Ambientata durante la Seconda Guerra Mondiale, racconta la storia di una donna che, spostatasi da Roma in campagna, cerca di proteggere la figlia adolescente dagli orrori della guerra. Quando entrambe vengono violentate, la figlia subisce un esaurimento nervoso. Il libro è stato tradotto nelle principali lingue mondiali.
La celebre trasposizione cinematografica La ciociara del 1960, interpretata da Sophia Loren, vinse il Premio Oscar. Il romanzo ha avuto altre trasposizioni: in teatro, in televisione, come melodramma.

## Trama
Cesira, una negoziante vedova, e la figlia Rosetta, un'adolescente bella e di fede devota, lottano per sopravvivere a Roma durante la seconda guerra mondiale. Quando l'esercito tedesco sta per entrare a Roma, Cesira prepara alcune provviste, cuce i risparmi di una vita nelle fodere del vestito, e fugge a sud con Rosetta per tornare nella natale Ciociaria.
Per nove mesi le due donne sopportano la fame, il freddo, e la sporcizia mentre attendono l'arrivo delle forze alleate. Ma la liberazione, quando arriva, porta un'inaspettata tragedia. Sulla strada di casa, le due donne vengono attaccate e Rosetta viene brutalmente violentata da un gruppo di goumiers (soldati alleati marocchini in servizio nell'esercito francese). Questo atto di violenza sconvolgerà la vita di entrambe le donne, modificando, anche se non inesorabilmente, le loro qualità e caratteristiche.

## Opere derivate
- Cinema - Il romanzo è stato portato sul grande schermo nell'omonimo film di Vittorio De Sica del 1960. Gli interpreti principali sono: Sophia Loren (Cesira), Jean-Paul Belmondo (Michele), Eleonora Brown (Rosetta), Carlo Ninchi (Filippo, il padre di Michele), Raf Vallone (Giovanni); musiche di Armando Trovajoli.
- Televisione - Per la Televisione è stato realizzato e trasmesso il 9 aprile 1989 il telefilm La ciociara, diretto da Dino Risi e interpretato da Sophia Loren (Cesira), Robert Loggia (Giovanni), Andrea Occhipinti (Michele).
- Riduzione teatrale - Nel 1985, Annibale Ruccello ha adattato per il teatro il testo di Alberto Moravia.[2] Il lavoro è stato ripreso e messo in scena da Roberta Torre a partire dal 2011.[3]
- Melodramma - Dal romanzo è stata tratta l'opera lirica in due atti La ciociara di Marco Tutino, commissionata dalla San Francisco Opera. La prima esecuzione assoluta ha avuto luogo, con il titolo Two Women, presso la San Francisco Opera il 19 giugno 2015.[4] In Italia l'opera è andata in scena per la prima volta al Teatro Lirico di Cagliari, il 24 novembre 2017.

## Edizioni
- La ciociara, Bompiani, Milano, 1957.
- La ciociara, a cura di Enzo Siciliano, Collana Opere complete di Alberto Moravia n.7, Bompiani, Milano, 1974.
- La ciociara; con un contributo moraviano inedito a cura di Tonino Tornitore, Bompiani, Milano, 1995.
- La ciociara, a cura di Tonino Tornitore, cronologia di Eileen Romano, Collana I grandi tascabili. Romanzi & racconti, Bompiani, Milano, 1997, ISBN 978-88-452-3015-8.
- La ciociara, prefazione di Antonio Debenedetti, Collana I Grandi Romanzi n.4, Corriere della sera, Milano 2002.
- in  Opere. Romanzi e racconti 1950-1959. Vol.3, a cura di Simone Casini. Edizione diretta da Enzo Siciliano, Collana Classici, Milano, Bompiani, 2004, ISBN 978-88-452-3299-2.

### Edizioni straniere
- (RU)  Čočara, Alʹberto Moravia; predislovie Ilʹi Ėrenburga, Izdatelʹstvo inostrannoj literatury, Moskva 1958
- (RO)  Ciociara, Alberto Moravia; în romîneʂte de George Lăzărescu, Pentru Literatură Universală, Bucureʂti 1961
- (EN)  Two women, Alberto Moravia; translated by Angus Davidson, Harmondsworth; Penguin, 1961
- (SL)  Ciociara, Alberto Moravia; prevedel Silvester Škerl, Državna založba Slovenije, Ljubljana 1964
- (HR)  Čočara, Alberto Moravia; preveo s talijanskoga Berislav Lukić, Otokar Keršovani, Rijeka 1964
- (FR)  La ciociara, Alberto Moravia; traduit de l'italien par Claude Poncet, J'ai Lu, Paris 1984
- (PL)  Matka i córka, Alberto Moravia; przelozyla Zofia Ernstowa, Czytelnik, Warszawa 1993
- (SQ)  Cocarja, Alberto Moravia; perktheu nga origjinali: Sotir Caci, OMSCA, Tirane 1999
- (EN)  Two women, Alberto Moravia; translated from the italian by Angus Davidson; updated and revised by Ann McGarrell, Steerforth, South Royalton Vermont 2001
- (ES)  La campesina, Alberto Moravia; prologo de Ana Maria Moix; traduccion de Domingo Pruna, Debolsillo, Barcelona 2005

## Altro
Nel comune di Fondi (Latina) si tengono periodicamente convegni intitolati Alberto Moravia e La ciociara. Letteratura. Storia. Cinema, patrocinati da numerosi Enti culturali, tra gli altri, l'Associazione Fondo Alberto Moravia-Onlus. Un concorso letterario, destinato agli studenti delle scuole superiori e promosso dal Comune di Fondi, è stato intitolato "Cesira, la ciociara".